# Diambars Football Club
Maillots
Actualités
Le Diambars Football Club est un club de football professionnel sénégalais basé à l'Institut Diambars dans la ville de Saly.

## Histoire
Créée en 2000 par Saer Seck, investisseur sénégalais, Jimmy Adjovi-Boco, Bernard Lama, Patrick Vieira et inaugurée en 2003, la structure qui pouvait accueillir 32 pensionnaires à ses débuts, est devenue un acteur incontournable du football africain. 
Aujourd'hui, des centaines de talents du continent sont formés par les éducateurs de l’Institut. L'Institut Diambars comporte une section sport-études et une équipe professionnelle de première division sénégalaise, plusieurs fois titrée.
En 2013, lors de sa seconde saison en Ligue 1, le club remporte le titre de champion du Sénégal pour la première fois.
En 2019, l’Olympique de Marseille signe un partenariat avec l’Institut Diambars : le contrat prévoit notamment une option prioritaire du club marseillais sur deux joueurs du centre de formation chaque saison.

## Palmarès
- Championnat du Sénégal
  - Champion : 2013
  - Vice-Champion : 2021
- Championnat du Sénégal de Ligue 2
  - Champion : 2010-2011
  - Vice-Champion : 2012 et 2019

- Coupe de la Ligue sénégalaise
  - Vainqueur : 2016 et 2019
  - Finaliste : 2014

- Coupe du Sénégal de football
  - Finaliste : 2021

- Coupe de l'Assemblée Nationale
  - Vainqueur : 2011, 2012, 2013
  - Finaliste : 2016

- Trophée des champions
  - Finaliste : 2016, 2013

### Équipe Juniors
- Finaliste de la Coupe du Sénégal de football junior en 2022[4]